# Nazionale maschile di rugby a 15 degli Stati Uniti d'America
La nazionale di rugby a 15 statunitense (United States men's national rugby union team) è la selezione maschile di rugby a 15 rappresentativa degli Stati Uniti d'America. Conosciuta in patria con l'appellativo di The Eagles ("le aquile"), insieme al Canada è una delle nazionali maggiormente competitive del Nord America. Vanta la partecipazione a diverse Coppe del Mondo, ma viene maggiormente ricordata per le due medaglie d'oro vinte ai Giochi Olimpici del 1920 e nella successiva edizione del 1924.
Gli Stati Uniti hanno partecipato stabilmente alla Churchill Cup e dal 2013 disputano l'IRB Pacific Nations Cup.

## Storia

### Primi anni: 1872-1912
Le partite di rugby cominciarono a diffondersi negli Stati Uniti attorno alla metà del XIX secolo. Le prime partite ufficiali cominciarono a essere disputate, principalmente grazie agli immigrati provenienti dalla Gran Bretagna, nel 1872, quando nella San Francisco Bay Area cominciarono a fiorire le prime squadre rugbistiche composte in gran parte da immigrati britannici. Il 2 dicembre 1882 la prima rappresentativa californiana di rugby giocò contro un avversario esterno, il Phoenix Rugby Club di San Francisco, perdendo 7-4. Seguirono altre partite che videro la California imbattuta fino al 1885.
Nonostante una certa diffusione del rugby in ambito sportivo universitario, verso la fine degli anni Novanta, la concorrenza con il football americano, andatosi via via mutuando con regole proprie differenti rispetto a quelle adottate dal rugby, fu forte e il football guadagnò la popolarità. A causa della violenza e della serie di infortuni causati dal football americano, il pubblico cominciò però a preoccuparsi e il presidente Theodore Roosevelt minacciò di dichiarare questo sport fuorilegge. Ciò contribuì a rilanciare nuovamente il rugby e all'inizio del 1906 le scuole superiori e le università della California abbandonarono il football americano in favore del rugby.
Nel 1910 una squadra universitaria che raccoglieva giocatori provenienti dalla California, Stanford e dall'Università del Nevada, si recò in tour in Australia e Nuova Zelanda per affrontare alcune squadre locali. La prima partita ufficiale della nazionale statunitense risale al 16 novembre 1912, quando gli Stati Uniti ospitarono l'Australia recatasi in tour oltreoceano. Gli australiani vinsero 12-8, l'anno seguente gli USA ospitarono la Nuova Zelanda perdendo con un più netto 51-3.

### Gli ori alle Olimpiadi del 1920 e del 1924

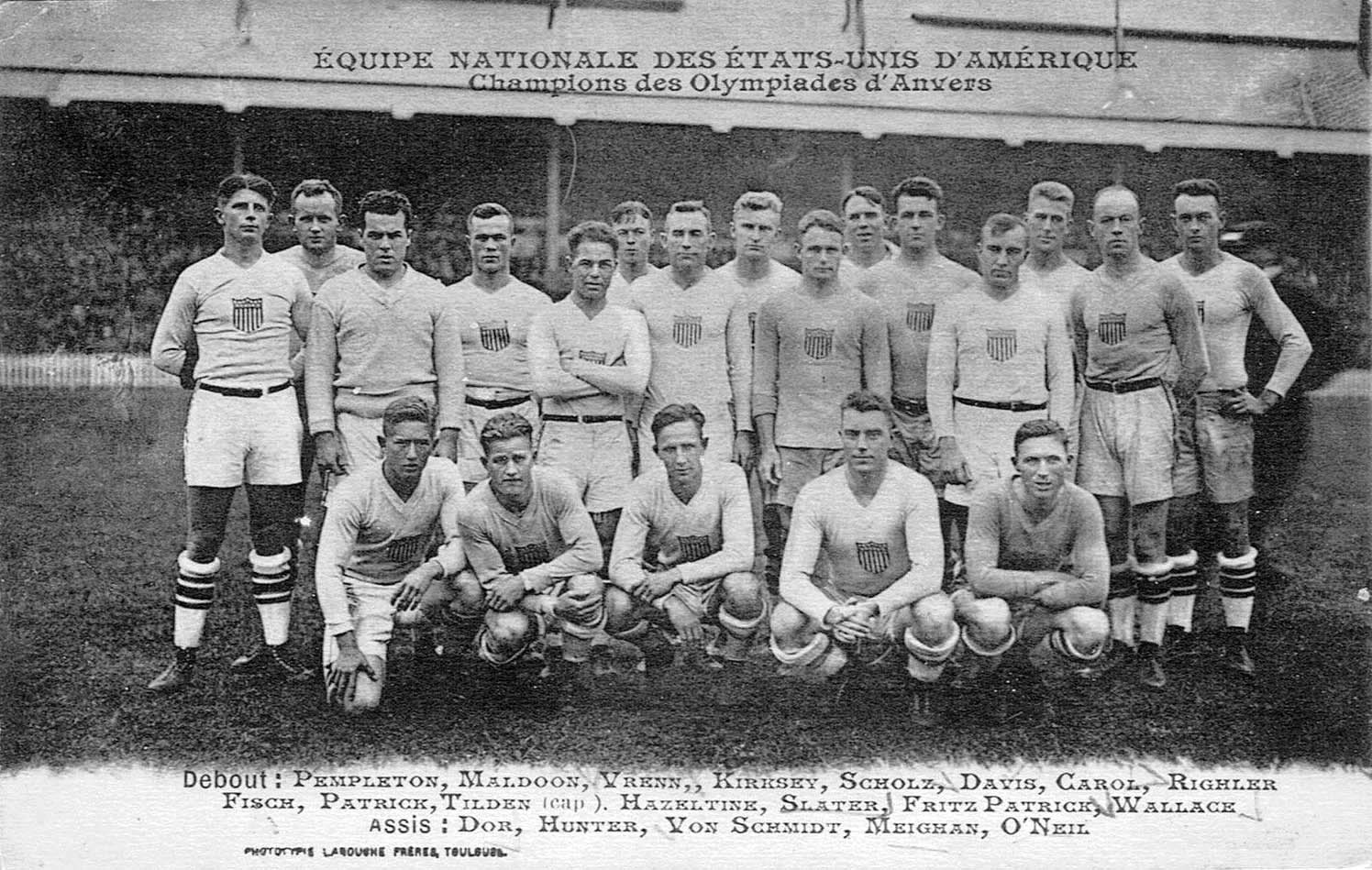
La nazionale statunitense che nell'ottobre 1920 affrontò la Francia in un test match

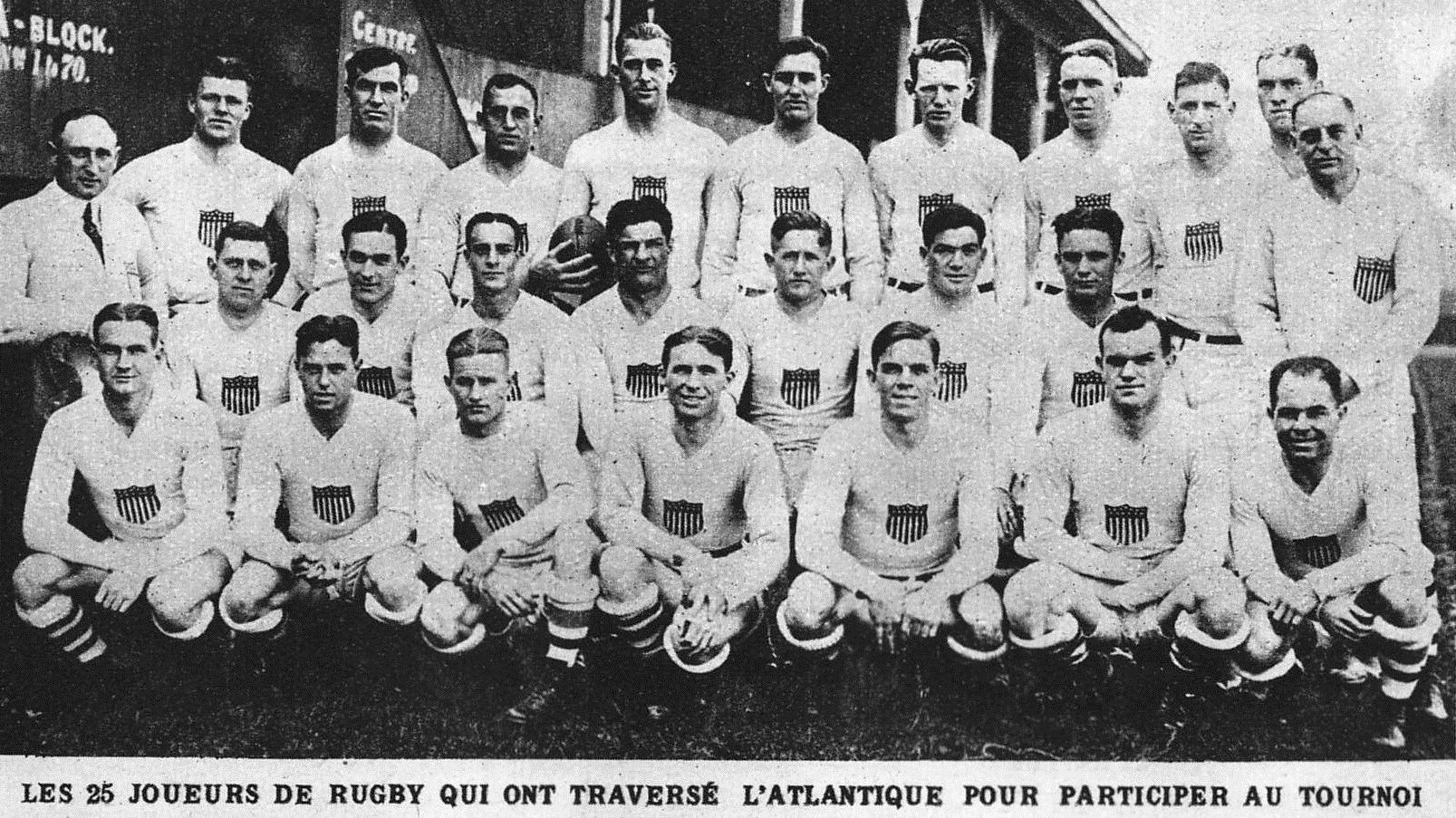
La squadra che vinse la medaglia d'oro ai Giochi Olimpici del 1924

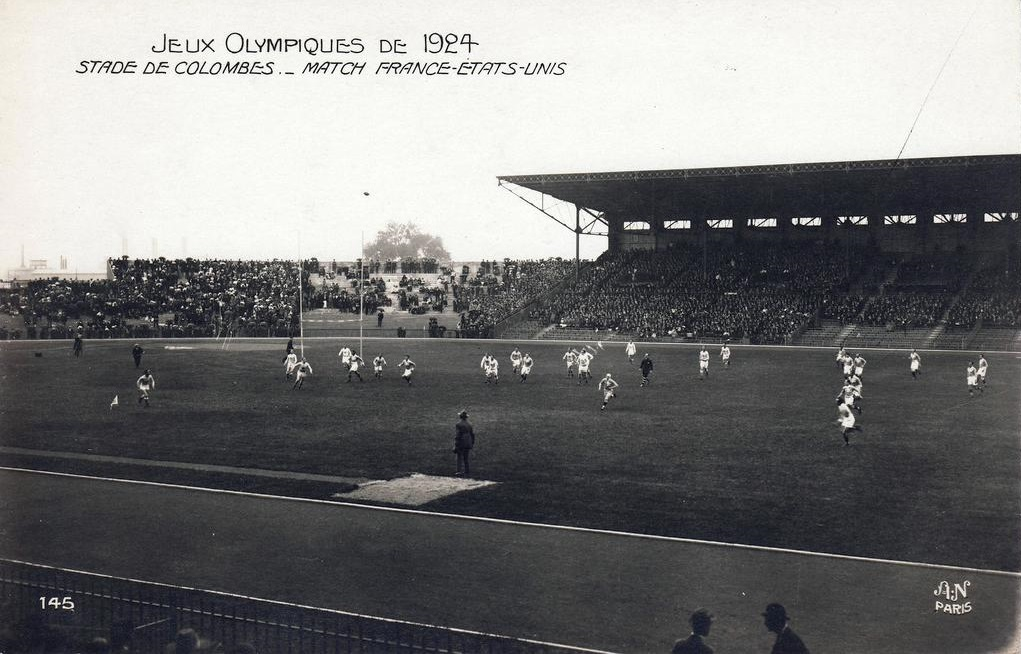
La partita contro la Francia durante i Giochi Olimpici del 1924

Il Comitato Olimpico degli Stati Uniti decise, dato che la California era l'unico Stato in cui si giocava il rugby all'interno degli USA, di concedere l'approvazione ma di non erogare alcun contributo finanziario per la partecipazione ai Giochi Olimpici del 1920. La nazionale statunitense era composta da giocatori che provenivano principalmente da squadre della California, con 6 giocatori provenienti dall'Università della California a Berkeley. Dopo l'eliminazione dal torneo della Cecoslovacchia e della Romania, la Francia e gli Stati Uniti furono le uniche due squadre a contendersi la competizione e gli statunitensi prevalsero clamorosamente vincendo 8-0.
La Francia invitò la nazionale statunitense in tour e questa vinse tre dei quattro incontri disputati. Tra il 1920 e il 1924, tuttavia, negli Stati Uniti ancora una volta il rugby sparì virtualmente a causa dell'elevata popolarità del football americano.
Ai Giochi Olimpici del 1924 gli Stati Uniti si trovarono a difendere il titolo contro la Francia. Ancora una volta il Comitato Olimpico degli Stati Uniti garantì il permesso ma non concesse alcun fondo finanziario. Ciò nonostante, sette giocatori della nazionale vittoriosa del 1920 si rimisero in gioco, raccolsero 20.000 dollari e trovarono 15 nuovi giocatori inclusi alcuni giocatori di football americano che non avevano mai giocato una partita di rugby. La nuova selezione statunitense ancora una volta si basò fortemente su giocatori provenienti dal Nord California, con 9 ex studenti di Stanford, 5 da Santa Clara e 3 dall'Università della California a Berkeley. Per prepararsi all'evento la nazionale si recò a giocare alcune partite in Inghilterra venendo sconfitta quattro volte. A questa edizione dei Giochi Olimpici, oltre a Francia e Stati Uniti, partecipò anche la Romania: le partite, giocate a Parigi, videro i francesi e gli statunitensi sconfiggere i rumeni rispettivamente 59-3 e 37-0; l'ultima decisiva partita vide gli Stati Uniti battere nuovamente la Francia vincendo 17-3.
Dopo l'edizione del 1924 il rugby venne eliminato dagli sport olimpici e questo fu un ulteriore motivo che bloccò la crescita di questo sport negli Stati Uniti.

### Seconda metà del XX secolo
Agli inizi degli anni 1960 il rugby statunitense conobbe un periodo di rinascimento, culminato con la nascita nel 1975 della federazione di rugby degli Stati Uniti costituita da quattro organizzazioni territoriali allo scopo di governare questo sport a livello nazionale. L'anno seguente gli Stati Uniti ospitarono l'Australia e la Francia, perdendo rispettivamente 24-12 e 33-14.
Nel 1977 la nazionale statunitense si recò in tour in Inghilterra per giocare contro alcune squadre locali e contro un XV dell'Inghilterra che vinse 37-11. In precedenza gli statunitensi si recarono in Canada perdendo 17-6, la prima di una serie di sfide contro i canadesi che si protrassero fino agli anni 1980.
Negli anni 1980 si ebbe l'ulteriore crescita del movimento rugbistico statunitense. Nel 1981 gli Stati Uniti ospitarono un tour del Sudafrica e vennero sconfitti 38-7 dai sudafricani. Il 1983 fu l'anno del tour statunitense in Australia, con i Wallabies che si imposero nettamente vincendo 49-3. Nel 1985 gli Stati Uniti si recarono in Giappone vincendo 16-15 una partita equilibrata contro la nazionale giapponese, che l'anno successivo ricambiò la visita e pareggiò 9-9.
Nel 1987, dopo che la federazione di rugby degli Stati Uniti entrò a far parte dell'IRB, la nazionale fu invitata alla prima edizione della Coppa del Mondo. Gli statunitensi vennero sorteggiati nello stesso girone di Australia, Inghilterra e Giappone: dopo avere vinto il primo incontro col Giappone 21-18, vennero sconfitti dall'Australia 47-12 e dall'Inghilterra 34-6. Terminata la competizione mondiale, gli Stati Uniti si recarono in tour in Galles perdendo 46-0 contro la nazionale gallese.
Qualificatasi alla Coppa del Mondo 1991, la nazionale statunitense si trovò a giocare nello stesso girone di Nuova Zelanda, Inghilterra e Italia, finendo ultima con tre sconfitte in altrettanti incontri. Gli Stati Uniti non riuscirono a qualificarsi all'edizione successiva della Coppa del Mondo a causa della doppia sconfitta contro l'Argentina 28-22 in casa e 16-11 in trasferta, che in questo modo si assicurò l'accesso alla competizione. Nel 1996 gli statunitensi ospitarono l'Irlanda e vennero sconfitti 25-18, l'anno successivo si recarono in tour in Galles perdendo 34-14 contro la nazionale gallese.
Gli Stati Uniti guadagnarono l'accesso alla Coppa del Mondo 1999 grazie alla vittoria 21-16 contro l'Uruguay, dopo avere perso 52-24 contro l'Argentina e 31-14 contro il Canada all'interno del Campionato panamericano di rugby. Questa fu un'altra edizione segnata da tre sconfitte in altrettanti incontri, due sconfitte nette contro l'Irlanda 53-8 e contro l'Australia 55-19, mentre la partita contro la Romania fu più equilibrata e vide prevalere i rumeni solamente 27-25. Gli Stati Uniti ebbero comunque la magra consolazione di essere stata l'unica squadra a riuscire a segnare una meta contro i futuri campioni dell'Australia.

### Nuovo millennio

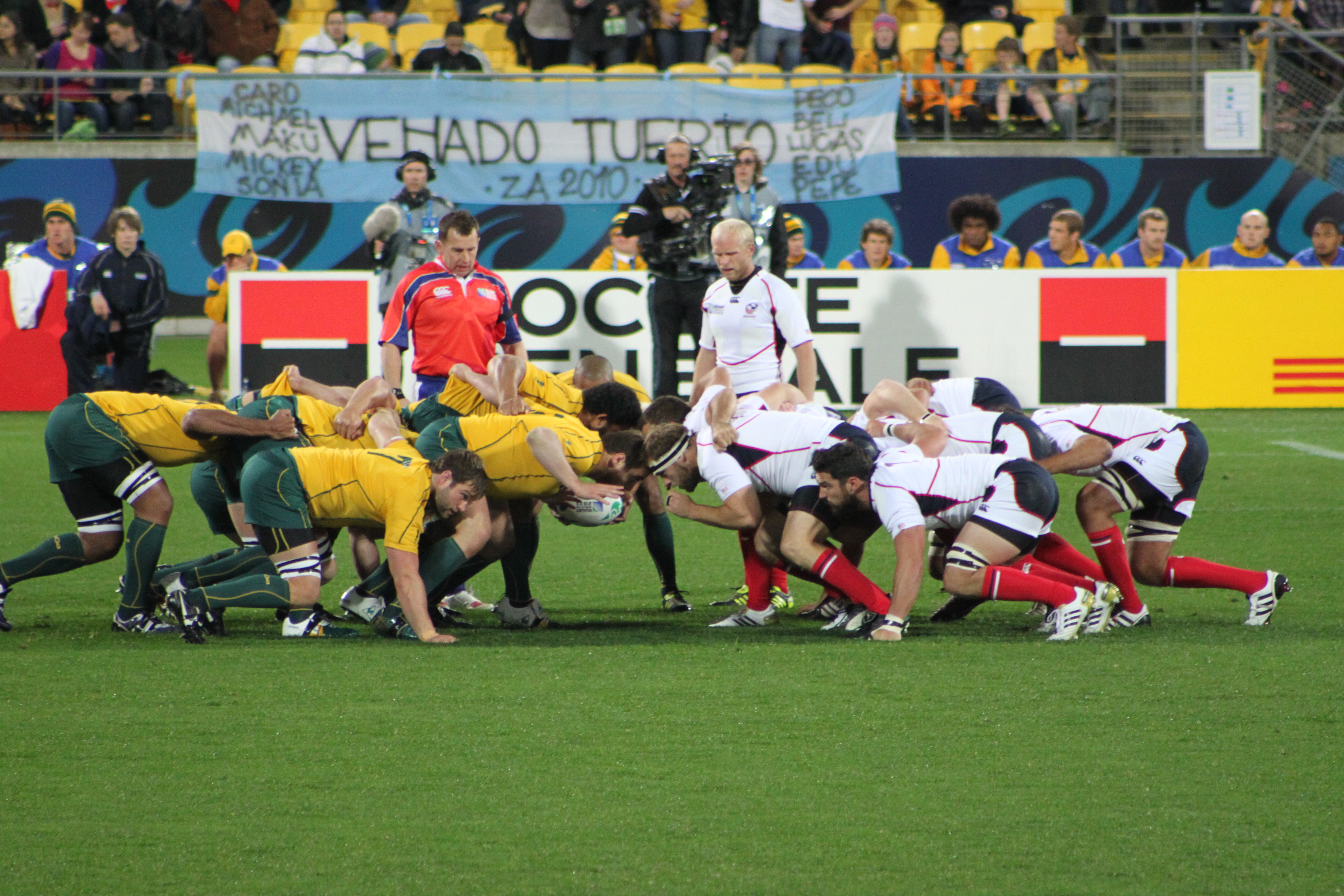
Mischia durante la partita contro l'Australia alla Coppa del Mondo 2011

Nel 2000 gli Stati Uniti si recarono in tour in Gran Bretagna collezionando due sconfitte contro Scozia e Irlanda. Per accedere alla Coppa del Mondo 2003, dopo essersi posizionati al terzo posto dietro Canada e Uruguay nel girone americano di qualificazione, gli statunitensi furono costretti a disputare un vittorioso spareggio contro la Spagna. Gli USA si trovarono a giocare nello stesso gruppo di Francia, Scozia, Figi e Giappone. Gli Stati Uniti vinsero la loro unica partita sconfiggendo il Giappone 39-26, persero solamente 19-18 contro le Figi mentre più nette furono le sconfitte contro Scozia e Francia (rispettivamente con i punteggi 39-15 e 41-14).

Un incontro tra Stati Uniti e All Blacks

Dal 2003 gli Stati Uniti presero parte alla Churchill Cup, una competizione internazionale istituita per promuovere la crescita del rugby in Nord America e durata fino al 2011. Nel girone di qualificazione per la Coppa del Mondo 2007 il Canada prevalse sugli Stati Uniti, che furono quindi costretti a giocare due vittoriose partite di spareggio contro l'Uruguay prima di accedere alla competizione mondiale. In questa edizione della Coppa del Mondo la nazionale statunitense perse tutte e quattro le partite del proprio girone contro Inghilterra, Tonga, Samoa e Sudafrica. La sconfitta di misura 25-21 contro Samoa consentì agli USA di guadagnare il loro unico punto in classifica grazie al bonus sconfitta.
Nel 2008 gli Stati Uniti si recarono in tour in Giappone perdendo le due partite giocate contro la nazionale giapponese. Dopo le due partite contro il Canada, quella casalinga vinta 12-5 e quella in trasferta persa 41-18, la nazionale statunitense fu ancora una volta costretta a giocare uno spareggio contro l'Uruguay per accedere alla Coppa del Mondo 2011. Stavolta le due partite furono molto più equilibrate, comunque gli USA si imposero vincendo 27-22 in trasferta e 27-26 nella gara casalinga. Gli Stati Uniti si trovarono a giocare nello stesso girone di Australia, Irlanda, Italia e della debuttante Russia. L'unica vittoria fu proprio contro la Russia, dopo una partita combattuta vinta 13-6.
Nel 2012 gli Stati Uniti ospitarono la terza e ultima partita del tour dell'Italia nelle Americhe, con la nazionale italiana che vinse 30-10; nel novembre dello stesso anno gli statunitensi raccolsero due vittorie in Europa contro Russia e Romania. Nel giugno dell'anno successivo gli Stati Uniti ospitarono un tour dell'Irlanda che riuscì a vincere con un sofferto 15-12 deciso dai calci piazzati, mentre a fine anno arrivarono altre due vittorie in Europa contro Georgia e Russia.
La nazionale statunitense partecipò alla Coppa del Mondo di rugby 2015 che si rivelò per loro deludente: inseriti nello stesso girone di Sudafrica, Scozia, Samoa e Giappone, gli americani persero tutte le partite disputate terminando ultimi con 0 punti.

## Statistiche

### Coppa del Mondo di rugby
| Edizione | Paese organizzatore       | Posizione       |
| -------- | ------------------------- | --------------- |
| 1987     | Nuova Zelanda e Australia | Girone          |
| 1991     | Inghilterra               | Girone          |
| 1995     | Sudafrica                 | Non qualificata |
| 1999     | Galles                    | Girone          |
| 2003     | Australia                 | Girone          |
| 2007     | Francia                   | Girone          |
| 2011     | Nuova Zelanda             | Girone          |
| 2015     | Inghilterra               | Girone          |
| 2019     | Giappone                  | Girone          |
| 2023     | Francia                   | Non qualificata |

## Palmarès
- Torneo Olimpico: 2

1920, 1924
- Americas Rugby Championship: 2

2017, 2018

## Rivalità con il Canada
Il principale rivale degli Stati Uniti è il Canada, che ha giocato più partite di qualificazione contro il Canada di qualsiasi altra nazione. Le due squadre si sono incontrate per la prima volta nel 1977 e da allora si sono affrontate ogni anno, ad eccezione del 2010 e del 2020, e del 2022-2023. Alla fine del 2024, le due squadre si sono incontrate 66 volte, con 25 vittorie per gli Stati Uniti, 39 per il Canada e 2 pareggi.
Stati Uniti e Canada si affrontano regolarmente nelle partite di qualificazione per la Coppa del Mondo di Rugby. Si sono incontrati nelle fasi di qualificazione di ogni torneo, ad eccezione del torneo a inviti del 1987 e del torneo del 1995, per il quale il Canada si era qualificato automaticamente raggiungendo i quarti di finale nella Coppa del Mondo di Rugby del 1991. Tra il 2016 e il 2019, le squadre si sono affrontate annualmente nell'ormai defunto Americas Rugby Championship.

## Rosa attuale
Quella che segue è la rosa dei giocatori convocati per la Coppa del Mondo di rugby 2015.